# 69ª edizione dei Directors Guild of America Award
La 69ª edizione dei Directors Guild of America Award si è tenuta il 4 febbraio 2017. Le nomination per la regia in campo televisivo, documentaristico e pubblicitario sono state annunciate l'11 gennaio 2017, mentre le nomination per il cinema sono state annunciate il 12 gennaio.

## Cinema

### Film
- Damien Chazelle – La La Land
- Garth Davis – Lion - La strada verso casa (Lion)
- Barry Jenkins – Moonlight
- Kenneth Lonergan – Manchester by the Sea
- Denis Villeneuve – Arrival

### Documentari
- Ezra Edelman – O.J.: Made in America
- Otto Bell – La principessa e l'aquila (The Eagle Huntress)
- Josh Kriegman e Elyse Steinberg – Weiner
- Raoul Peck – I Am Not Your Negro
- Roger Ross Williams – Life, Animated

### Opere prime
- Garth Davis – Lion - La strada verso casa (Lion)
- Kelly Fremon Craig – 17 anni (e come uscirne vivi) (The Edge of Seventeen)
- Tim Miller – Deadpool
- Nate Parker – The Birth of a Nation - Il risveglio di un popolo (The Birth of a Nation)
- Dan Trachtenberg – 10 Cloverfield Lane

## Televisione

### Serie drammatiche
- Miguel Sapochnik – Il Trono di Spade (Game of Thrones) per l'episodio La battaglia dei bastardi (Battle of the Bastards)
- Matt e Ross Duffer – Stranger Things per l'episodio Capitolo primo: La scomparsa di Will Byers (Chapter One: The Vanishing of Will Byers)
- Ryan Murphy – The People v. O. J. Simpson: American Crime Story per l'episodio Dalle ceneri della tragedia (From the Ashes of Tragedy)
- Jonathan Nolan – Westworld - Dove tutto è concesso (Westworld) per l'episodio L'originale (The Original)
- John Singleton – The People v. O. J. Simpson: American Crime Story per l'episodio La carta del razzismo (The Race Card)

### Serie commedia
- Becky Martin – Veep - Vicepresidente incompetente (Veep) per l'episodio Inauguration
- Alec Berg – Silicon Valley per l'episodio Daily Active Users
- Donald Glover – Atlanta per l'episodio Il talk show (B.A.N.)
- Mike Judge – Silicon Valley per l'episodio Founder Friendly
- Dale Stern – Veep - Vicepresidente incompetente per l'episodio Mother

### Miniserie e film tv
- Steven Zaillian – The Night Of - Cos'è successo quella notte? (The Night Of) per la puntata La spiaggia (The Beach)
- Raymond De Felitta – Madoff
- Thomas Kail e Alec Rudzinski – Grease: Live
- Kenny Leon e Alec Rudzinski – Hairspray Live!
- Jay Roach – All the Way

### Varietà, talk show, news, sport
- Don Roy King – Saturday Night Live per la puntata presentata da Dave Chappelle
- Paul G. Casey – Real Time with Bill Maher per la puntata del 4 novembre 2016
- Nora Gerard – CBS News Sunday Morning per l'ultima puntata presentata da Charles Osgood
- Jim Hoskinson – The Late Show with Stephen Colbert per la puntata del 26 gennaio 2016
- Paul Pennolino – Full Frontal with Samantha Bee per la puntata del 9 novembre 2016 sul dopo elezioni presidenziali

### Varietà, talk show, news, sport - Speciali
- Glenn Weiss – 70ª edizione dei Tony Award
- Jerry Foley – Tony Bennett Celebrates 90: The Best Is Yet to Come
- Tim Mancinelli – The Late Late Show with James Corden per il The Late Late Show Carpool Karaoke Primetime Special
- Linda Mendoza – Smithsonian Salutes Ray Charles: In Performance at the White House
- Paul Myers – Full Frontal with Samantha Bee per il A Very Special Full Frontal Special

### Reality/competition show
- J. Rupert Thompson – American Grit per la puntata del 9 giugno 2016 Over the Falls
- Ken Fuchs – Shark Tank per la puntata del 23 settembre 2016
- John Gonzalez – Live PD per la 5ª puntata
- Brian Smith – Strong per la puntata del 13 aprile 2016 Welcome to Strong
- Bertram van Munster – The Amazing Race per la puntata dell'11 marzo 2016 We're Only Doing Freaky Stuff Today

### Programmi per bambini
- Tina Mabry – An American Girl Story - Melody 1963: Love Has to Win
- Elizabeth Allen Rosenbaum – The Kicks per l'episodio pilota
- Alethea Jones – Gortimer Gibbon's Life on Normal Street per l'episodio Gortimer and the Jacks of All Trades
- Michael Lembeck – A Nutcracker Christmas
- John Schultz – Adventures in Babysitting

## Pubblicità
- Derek Cianfrance – spot per Nike (Chase), Powerade (Doubts; Expectations) e Squarespace (Manifesto)
- Lance Acord – spot per Apple (Frankie's Holiday) e Kohl's (Movie Night)
- Dante Ariola – spot per SunTrust Banks (Hold Your Breath), Lyft (Riding is the New Driving) e Beats (Tell Me When To Go)
- Fredrik Bond – spot per Apple (Dive), Philips (Everyday Hero) e LG (World of Play)
- A.G. Rojas – spot per S7 Airlines (The Best Planet) e Samsung (The Snail)